# طراحی مد

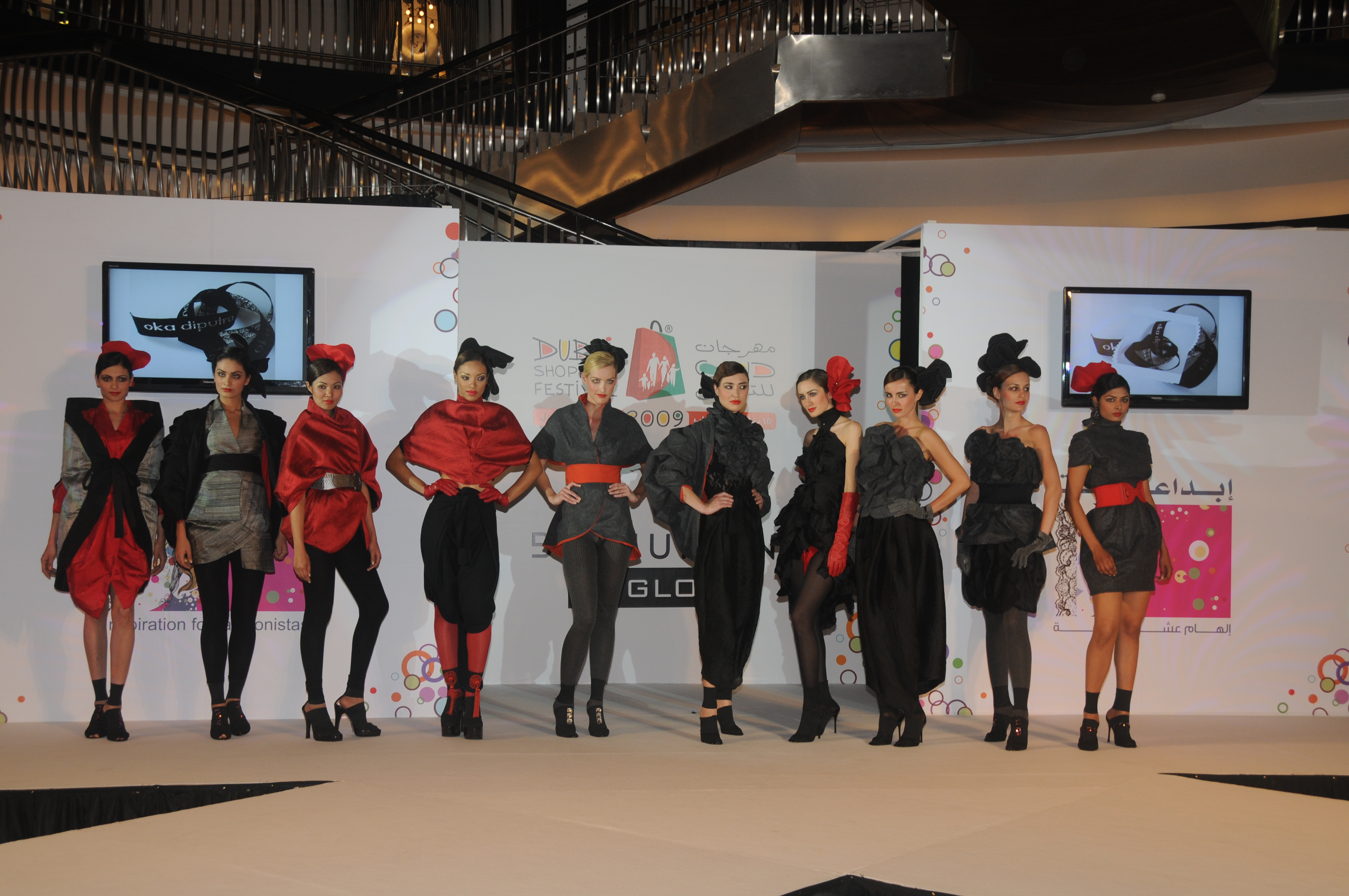
یک نمایش مد، ۲۰۰۹

طراحی مد (به انگلیسی: Fashion Design) هنر استفاده از طراحی، زیبایی‌شناسی (حسّیک) یا زیبایی طبیعی برای خلق پوشاک و زیورآلات است، طراحی مد متأثر از نگرش‌های اجتماعی، فرهنگ‌ها و جوامع مختلف بوده و به اندازهٔ همین تفاوت‌ها دارای تنوع بالایی است. طراحان مد به طریق متفاوتی در بخش‌های طراحی پوشاک و زیورآلات کار می‌کنند؛ بعضی به تنهایی و بعضی به عنوان بخشی از یک گروه به این حرفه مشغول هستند. آن‌ها با تلاش برای طراحی لباس‌های زیبا و باب طبع جامعه سعی در بیشتر کردن تمایل مصرف‌کنندگان دارند. به دلیل اینکه طراحی و ارائهٔ لباس‌های جدیدی که مورد پسند عموم قرار بگیرند فرایندی زمان‌بر است، متخصصان این حرفه در عین حال باید بتوانند به‌طور دقیق، زمان تغییر سلیقهٔ مصرف‌کننده را پیش‌بینی کنند. مد و رسانهٔ آن که پوشاک است نمادی از وضعیت اجتماعی و اقتصادی جوامع هستند.
طراحان مد تلاش می‌کنند تا لباسی که طراحی می‌کنند تابعی از زیبایی و دل‌انگیزی باشد، آن‌ها باید در نظر داشته باشند که هر نوع لباسی چه مخاطبی دارد و همچنین در چه موقعیتی پوشیده می‌شود. آن‌ها برای انجام این مهم محدوده‌ای وسیع از مواد و ترکیبات آن و همچنین طیف گسترده‌ای از رنگ‌ها، الگوها و سبک‌ها را در اختیار دارند. با وجود اینکه لباس‌های روز و معمولی بیشترین میزان لباس‌های مصرفی را تشکیل می‌دهند و در محدودهٔ سبک‌های قراردادی متداول و مرسوم قرار دارند، لباس‌های رسمی و لباس‌های شب که برای مراسم خاص و مهمانی‌ها استفاده می‌شوند نیز مطلوب هستند و مخاطبان خاص خود را دارند.
برخی از لباس‌ها به‌طور خاص برای یک شخص ساخته می‌شوند. دوخت سفارشی یا «اوت کوتور» (به فرانسوی: Haute couture) یا خیاطی قراردادی از جمله روش‌هایی هستند که برای این منظور به کار می‌روند. با این وجود امروزه پوشاک بیشتر برای بازار انبوه، به خصوص لباس‌های روز و معمولی طراحی می‌شوند.
طراحی مد هنری کاربردی است که می‌تواند در زمینه‌های متفاوتی مانند طراحی لباس کاربرد داشته باشد. همچنین تغییرات آن می‌تواند ناشی از پیامدهای زندگی فرهنگی و تأثیرات اجتماعی باشد.

## ساختار

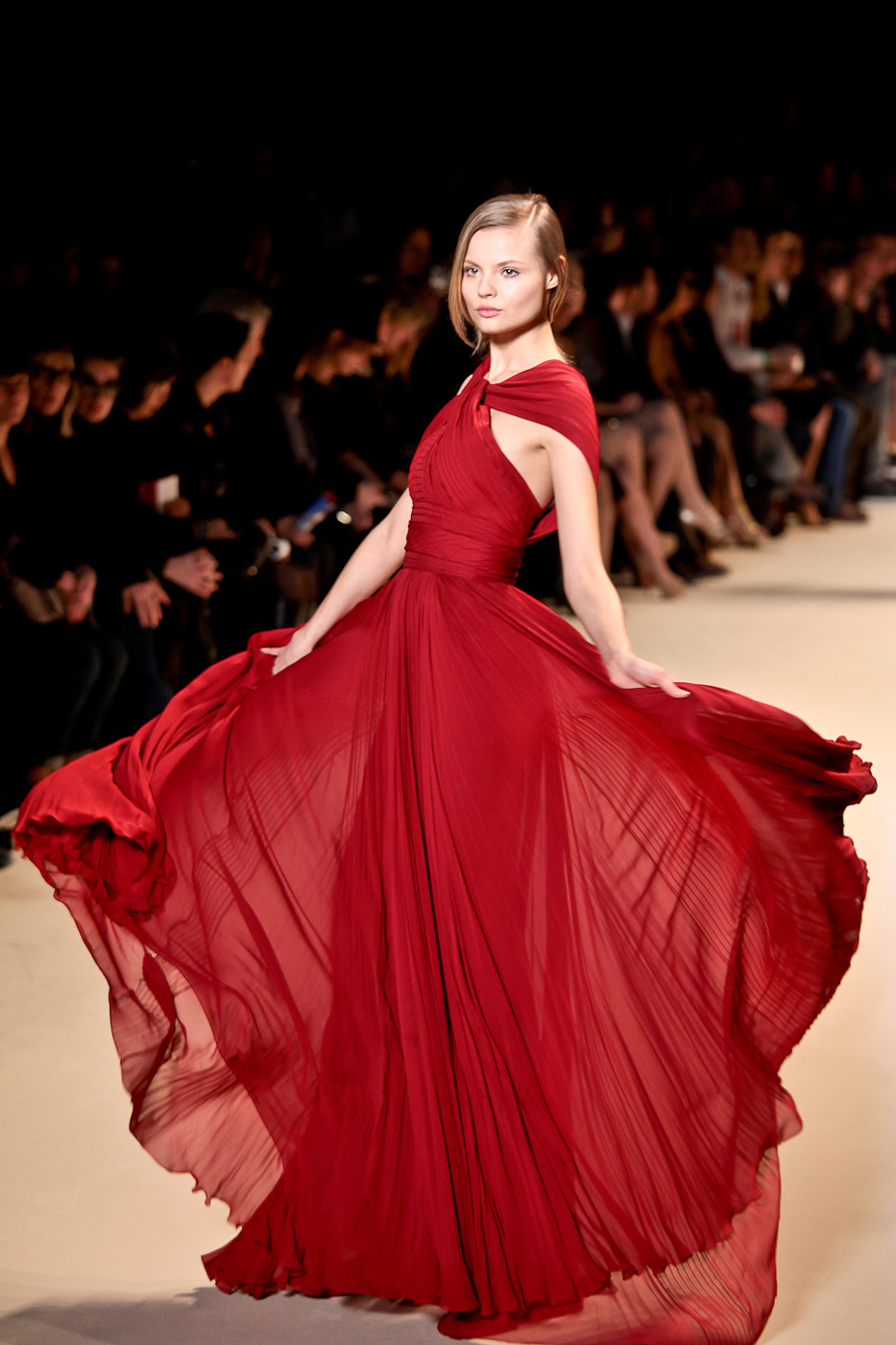
یک نمایش مد

طراحان لباس از راه‌های متنوع و متفاوتی می‌توانند کار کنند، برای مثال آن‌ها می‌توانند به شکل تمام وقت در خانهٔ طراحان که متعلق به صاحبان طرح‌هاست برای یک مد خاص یا به صورت انفرادی یا به عنوان بخشی از یک گروه کار کنند.
طراحان مستقل روی طرح‌های خودشان کار می‌کنند و پس از اتمام کار، طرح‌های خود را به خانه‌های مد یا به‌طور مستقیم به مغازه‌ها و تولیدی‌های لباس می‌فروشند و لباس‌ها برچسب خریدار طرح را می‌خورند. برخی از طراحان برچسب‌های خودشان را می‌سازند که تحت آن طرح‌هایشان با نام خودشان در بازار عرضه می‌شوند. بعضی از طراحان نیز خود کارفرما هستند و برای مشتریان منحصر به فرد و خاصی طراحی می‌کنند. بعضی دیگر از طراحان در بخش مد برتر (به انگلیسی: High Fashion) فعالیت می‌کنند و کارهای خود را برای فروشگاه‌های تخصصی یا فروشگاه‌های حوزهٔ مد برتر می‌فرستند، این طراحان که به دنبال بنا نهادن گرایش‌های مد هستند لباس‌های مبتکرانه و بدیع خلق می‌کنند. با این حال اکثر طراحان مد ایده‌های نوآورانهٔ خود را برای بازار انبوه لباس‌های زنانه، مردانه و کودکانه به کار می‌برند و در استخدام تولیدکنندگان پوشاک هستند.
از بزرگ‌ترین مارک‌های طراحانی که نام تجاری خودشان را دارند، می‌توان به ابرکرومبی اند فیچ، جاستیس و جوسی اشاره کرد که به احتمال زیاد توسط گروهی از طراحان منحصر به فرد طراحی می‌شوند که تحت کارگردانی یک مدیر طراحی کار می‌کنند.

## طراحی پوشاک
طراحان لباس علاوه بر اینکه به شکل‌های متفاوتی کار می‌کنند، به روش‌های متفاوتی نیز طراحی می‌کنند. بعضی ایدهٔ اولیهٔ طرح خود را روی کاغذ پیاده می‌کنند درحالی‌که بعضی دیگر با آویزان کردن پارچه بر روی فرم ابتدایی لباس، طرحی را که می‌خواهند تصور می‌کنند و برخی نیز به کمک نرم‌افزارهای کامپیوتری طرح لباس مورد نظرشان را ترسیم می‌کنند. زمانی که طراح به‌طور کامل از تناسب و هماهنگی پارچه‌ها راضی باشد با یک طراح الگو حرفه‌ای مشورت می‌کند تا طرح اولیه را روی کاغذ یا از طریق نرم‌افزارهای کامپیوتری کامل کند. کار طراح الگو بسیار دقیق و پر زحمت است، تناسب پوشاک کامل شده در واقع به دقت آن‌ها بستگی دارد، آن‌ها پس از اطمینان از ابعاد اولیه یک نمونه از لباس می‌سازند تا روی تن یک مدل واقعی تست شود و از درست بودن اندازه و ابعاد آن در عمل هم مطمئن شوند.
میریام چالک (به انگلیسی: Myriam Chalek)، مالک و مؤسس خانهٔ تجارت خلاقانه (به انگلیسی: Creative Business House) می‌گوید بسیاری از طراحان مد تنها یک مفهوم از مدی که می‌خواهند ایجاد کنند دارند، در طول ساخت و ساز و پیاده‌سازی روی کاغذ تکنیک‌ها و ساختارهای لازم نه در ذهن هستند نه در مفهوم بصری و نه در روند طرح زدن روی کاغذ؛ بنابراین طراح مد نیاز به مشورت با طراح الگو و نمونه ساز دارد تا دریابد که آیا طرحی که روی کاغذ کشیده را می‌توان عملی کرد و به زندگی واقعی آورد یا نه.

## تاریخچه طراحی مد

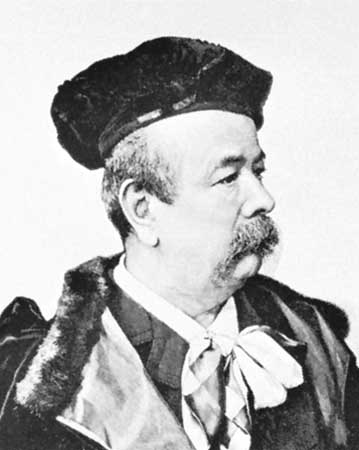
چارلز فردریک ورث اولین طراح لباس

در قرن نوزدهم میلادی چارلز فردریک ورث (به انگلیسی: Charles Frederick Worth) با دوختن برچسب نام خود به لباس‌هایی که طراحی می‌کرد زمینه‌ساز شروع طراحی مد به‌طور کلی شد. درست پیش از آنکه بزازها مزون‌های لباس (خانه‌های مد) خود را در پاریس برپا کنند و انبوه خیاط‌های شناخته نشده دست به خلاقیت بزنند و مدهای عالی که در دادگاه‌های سلطنتی پوشیده می‌شدند برچیده شوند. موفقیت ورث به‌طوری بود که او به جای اینکه مانند خیاط‌های دیگر که در گذشته تنها از دستور مشتری پیروی می‌کردند رفتار کند، می‌توانست به مشتریانش دیکته کند چه بپوشند. واژهٔ 'طراح مد' (به فرانسوی: Couturier) در حقیقت اولین بار برای توصیف او ساخته شد. درحالی‌که مقولهٔ پوشاک در هر دورهٔ زمانی توسط دانشگاهیان مورد مطالعه و بررسی قرار گرفته‌است، تنها خلق پوشاک از سال ۱۸۵۸ به بعد را می‌توان به‌طور مؤثر طراحی لباس در نظر گرفت.
در همان دوره بود که بسیاری از مزون‌های لباس (خانه‌های مد) شروع به استخدام هنرمندان و نقاش‌ها کردند تا طرح لباس‌ها را بکشند. تصاویر نقاشی شده به مشتری‌ها نشان داده می‌شدند که بسیار ارزان‌تر از نمونه واقعی لباس تولید شده در کارگاه بودند، در صورتی که مشتری‌ها یکی از طراحی‌های آنان را می‌پسندیدند آن لباس را سفارش می‌دادند و خانهٔ مد از این طریق صاحب درآمد می‌شد. به این ترتیب، سنت طراحی لباس به جای ارائهٔ لباس‌های تکمیل شده به عنوان یک کار اقتصادی شروع شد.
یک طراح مشهور جامائیکایی به نام شانون مگی (به انگلیسی: Shannon McGHIE) می‌گوید:'طراحی مد عشق و شوری است برخاسته از قلب هنرمند. '

## انواع مد
توسط تولیدکنندگان لباس ساخته می‌شوند در سه دستهٔ اصلی قرار می‌گیرند، اگرچه این ممکن است به شاخه‌های فرعی دقیق تری نیز تقسیم شود:

### دوخت سفارشی (اوت کوتور) یا تولید انحصاری (طراحی و خیاطی بانوان)
مد پوشاک تا سال ۱۹۵۰، عمدتاً طراحی و ساخت لباس به شکل دوخت سفارشی (روش فرانسوی) و بر اساس اندازه‌هایی بود که مشتری سفارش می‌داد، هر لباس برای یک مشتری خاص طراحی و دوخته می‌شد و برای مشتری‌ها به شکل انحصاری سفارش دوخت گرفته می‌شد، به‌طور معمول در آن دوره از پارچه‌های گران‌قیمت و با کیفیت بالا استفاده می‌شد و با دقت بسیار بالا به جزئیات و اتمام کار لباس دوخته می‌شد. در نتیجه این کار فرایندی بسیار وقت گیر بود، ظاهر و تناسب لباس به نسبت هزینهٔ مواد و زمان لازم برای دوخت در اولویت قرار داشتند.

### پوشاک آماده یا تولید ماشینی
پوشاک آماده (به انگلیسی ready-to-wear و به فرانسه prêt-à-porter)لباس‌های ماشینی مرز بین دوخت سفارشی و تولید انبوه هستند، این لباس‌ها برای مشتری‌های مخصوص دوخته نشده‌اند اما دقت زیادی در انتخاب و برش پارچه صورت گرفته‌است و به منظور تضمین انحصار، این لباس‌ها در مقادیر محدود دوخته شده‌اند. در نتیجه به نسبت گران‌قیمت هستند. مجموعه‌های لباس‌های ماشینی معمولاً در هر فصل طی دوره‌ای که به نام هفتهٔ مد (به انگلیسی: Fashion Week) شناخته می‌شود توسط خانه‌های مد به عرضهٔ نمایش گذاشته می‌شوند. این پدیده دو بار در سال در سرتاسر شهرها اتفاق می‌افتد. انواع لباس‌هایی که در فصل‌های مد ارائه می‌شوند شامل پوشاک بهار/تابستان، پاییز/زمستان و همچنین لباس‌های راحتی، لباس شنا و لباس عروس هستند.

### عمده فروشی یا تولید انبوه
در حال حاضر صنعت مد بیش از هر چیز متکی بر فروش بازار انبوه است. تولید انبوه طالب بیشتری دارد و نیاز طیف گسترده‌ای از مشتریان را برآورده می‌کند. مشاهیر دنیای مد برای هر فصل مد روندهایی را تعیین می‌کنند که بر اساس آن لباس‌های ماشینی تولید می‌شود. آن‌ها اغلب تمام طول یک فصل را صبر می‌کنند تا مطمئن شوند آیا سبک مطرح شده می‌تواند بازار را به دست بگیرد یا نه، سپس برای تولید آن ابتکار عمل را به دست می‌گیرند و به منظور صرفه جویی در هزینه و زمان از پارچه‌های ارزان‌تر و تکنیک‌های ساده‌تر برای تولید استفاده می‌کنند که به راحتی می‌تواند توسط یک دستگاه انجام شود. در نتیجه محصول نهایی می‌تواند خیلی ارزان‌تر فروخته شود.
یک نوع طراحی وجود دارد که سبک کوچ (به انگلیسی: Kutch) نامیده می‌شود و منشأ آن به واژهٔ آلمانی"kitsching" برمی گردد که معنی آن زشت یا به لحاظ زیبایی‌شناسی ناخوشایند است. کوچ همچنین اشاره به نوع پوشش یا نمایش لباس‌هایی دارد که به اصلاح از مد افتاده‌اند، اغلب شلوارهای فاق بلند مربوط به دههٔ ۸۰ میلادی نماد مد کوچ (به آلمانی: Kitsch) در نظر گرفته می‌شوند.

## درآمد

### ایالات متحدهٔ آمریکا
میانگین دستمزد سالانهٔ طراحان لباس در ماه مه سال ۲۰۱۱، ۶۴/۶۹۰ دلار بود. این میانگین برای طراحان با دستمزد متوسط که حدود ۵۰٪ از کل طراحان بودند بین ۴۲/۱۵۰ تا ۸۷/۱۲۰ دلار بود و برای کم درآمدترین آن‌ها که حدود ۱۰٪ از طراحان را شامل می‌شدند چیزی کمتر از ۳۲/۷۰۰ دلار و برای پردرآمدترین آن‌ها بالای ۱۲۷/۸۲۰ دلار بود.
متوسط درآمد سالیانهٔ پوشاک، کالاهای پارچه‌ای، ایده و مفاهیم مد برای تولیدکنندگانی که بزرگ‌ترین تعداد طراحان مد را داشتند حدود ۷۲/۴۵۰ دلار در سال بود. این میانگین برای طراحانی که از عکس‌ها و فیلم‌های تبلیغاتی استفاده کرده بودند حدود ۱۰۱/۰۴۰ بود.

## تحصیل و آموزش مد
تعداد زیادی مدارس تخصصی هنر و طراحی شناخته شده و معروف در دنیا وجود دارند که کارشناسی طراحی مد و فناوری طراحی مد ارائه می‌دهند، بعضی از کالج‌ها دارای دورهٔ کارشناسی ارشد مد نیز هستند، هر چند داشتن کارشناسی ارشد در این رشته الزامی نیست و این مقطع تحصیلی بیشتر به کسانی که پیش تر در این صنعت مشغول به کار بوده‌اند توصیه می‌شود.

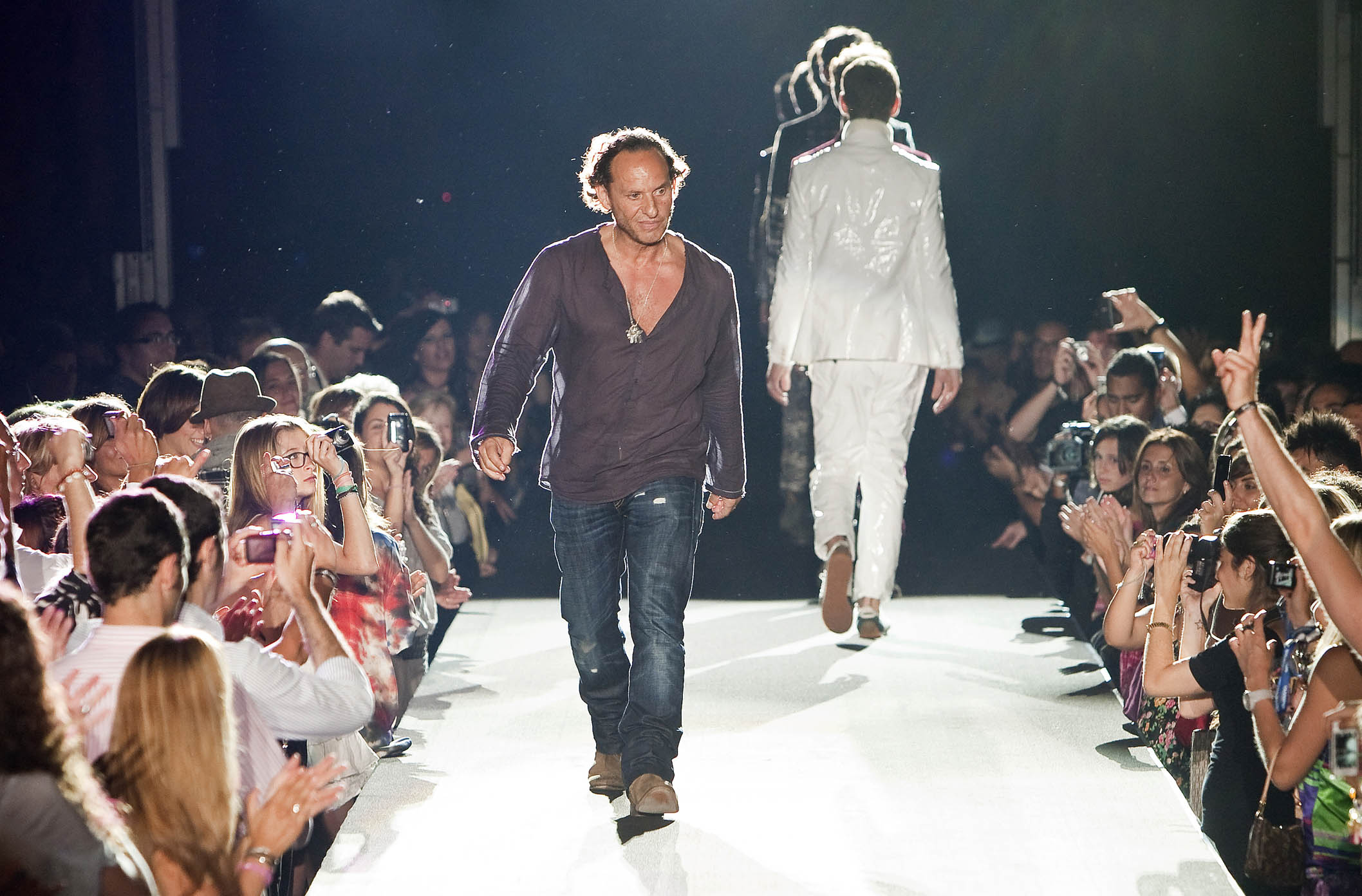
دفیله لباس‌های مردانه

برجسته‌ترین مدارس طراحی در جهان عبارتند از:
- میلان:
  - مؤسسهٔ مارانگنی، Istituto Marangoni
  - آکادمی دموس، Domus Academy
  - دانشگاه پلی تکنیک میلان، Politecnico of Milan
  - دانشگاه نابا، NABA-Nuova Accademia di Belle Arti Milano
  - مؤسسهٔ طراحی اروپا، Istituto Europeo di Design
- ایتالیا:
  - دانشگاه آی.یو.ای. وی ونیز، University Iuav of Venice
  - پلی مدا، Polimoda
- لندن:
  - کالج مد لندن، London College of Fashion
  - کالج مرکزی هنر و طراحی سنت مارتینز، Central Saint Martins College of Art and Design
  - کالج راونسبورن، Ravensbourne College
  - دانشگاه وست مینیستر، University of Westminster
  - دانشگاه کینگستون، Kingston University
- انگلستان:
  - دانشگاه برایتون، University of Brighton
  - دانشگاه دومونتفورد، De Montfort University
- فرانسه:
  - آی.اف. ای پاریس، IFA Paris
  - مد آرت، Mod’Art
  - ازمد، Esmod
  - فدراسیون مد پاریس، the Fashion Federation PARIS
  - پارسونز پاریس، Parsons Paris

اسکاتلند:
- - دانشکده هنر ادینبورگ، Edinburgh College of Art
- ایرلند:
  - مدرسهٔ هنر و طراحی لایمریک، Limerick School of Art and Design
  - دانشکده ملی هنر و طراحی، National College of Art and Design
- رومانی:
  - یونارته، UNArte
- بلژیک:
  - دانشگاه سلطنتی هنرهای زیبا، (Royal Academy of Fine Arts (Antwerp
- بلغارستان:
  - دانشگاه جدید بلغارستان، New Bulgarian University
- ایالات متحده:
  - آکادمی دانشگاه هنر در سانفرانسیسکو، کالیفرنیا، Academy of Art University
  - آکادمی هنرهای دوزندگی (طراحی لباس) در لس آنجلس، کالیفرنیا، Academy of Couture Art in Los Angeles, California
  - کالج کلمبیای شیکاگو، ایلینوی، Columbia College Chicago
  - مؤسسهٔ فناوری مد در نیویورک، Fashion Institute of Technology
  - مؤسسهٔ طراحی و تجارت مد در لس آنجلس، کالیفرنیا، Fashion Institute of Design and Merchandising
  - دانشکدهٔ طراحی اُمُر در فرانکلین، تنسی، O'More College of Design
  - دانشکدهٔ هنر و طراحی اوتیس در لس آنجلس، کالیفرنیا، Otis College of Art and Design
  - مدرسهٔ جدید طراحی پارسونز در نیویورک، Parsons The New School for Design
  - دانشگاه فیلادلفیا، در فیلادلفیا، پنسیلوانیا، Philadelphia University
  - مؤسسهٔ پرات در نیویورک، Pratt Institute
  - دانشکدهٔ هنر و طراحی ساوانا، در ساوانا، جورجیا، Savannah College of Art and Design
  - مدرسهٔ بنیاد هنر شیکاگو، در شیکاگو، ایلینوی، School of the Art Institute of Chicago
  - دانشگاه رفاه عمومی ویرجینیا، در ریچموند، ویرجینیا، Virginia Commonwealth University
  - دانشگاه وودبری، در بربنک، کالیفرنیا، Woodbury University
- اتیوپی:
  - دانشگاه فناوری منسوجات، طراحی مد و لباس بهیر در، Bahir Dar University, Technology for Textile, Garment and Fashion Design[۱۴]

در دیگر نقاط دنیا نیز چند دانشگاه مد وجود دارد، از جمله مؤسسهٔ ملی فناوری مد در هند (به انگلیسی: National Institute of Fashion Technology in India)، دانشگاه شی چین در هنگ کنگ Shih Chien University، دانشگاه آر ام آی تی در ملبورن استرالیا (به انگلیسی: RMIT University)، دانشگاه کاتولیک فو جن در تایوان (به انگلیسی: Fu Jen Catholic University) و دانشگاه زنجیره‌ای آسیا به نام کالج طراحی و بازرگانی رافلز (به انگلیسی: Raffles College of Design and Commerce). تمامی این دانشگاه‌ها دارای دوره‌های معتبر طراحی مد هستند.
در سراسر ایالات متحده بسیاری از دانشگاه‌ها رشتهٔ طراحی مد را به عنوان شاخه‌ای از رشتهٔ تحصیلی هنرهای لیبرال عمومی (به انگلیسی: General Liberal Arts) ارائه می‌دهند. طراحی مد به‌طور کلی ممکن است نام‌های جایگزینی داشته باشد یا با رشته‌هایی مرتبط ادغام شده باشد، مانند پوشاک و منسوجات، طراحی پارچه، طراحی لباس، صنایع دستی و… همچنین ممکن است زیر مجموعه‌ای از هنر، تاریخ هنر یا مطالعات خانواده و مصرف‌کنندگان باشد. بعضی از مدارس عالی، مانند پارسونز (به انگلیسی: Parsons) کارشناسی ارشد رشتهٔ مدیریت مد که تلفیقی از دروس مد با دوره‌های تجارت است را نیز ارائه می‌دهد.
تنها دانشگاه عضو در لیگ آیوی (به انگلیسی: The Ivy League)، (مجموعه‌ای متشکل از هشت عدد از بهترین دانشگاه‌های دنیا که در منطقه شمال شرقی ایالات متحده واقع شده‌اند) که در مقطع کارشناسی رشتهٔ طراحی مد را ارائه می‌دهد دانشگاه کرنل (به انگلیسی: Cornell University) واقع در ایتاکا، نیویورک، است که برنامهٔ آموزشی خود را در چارچوب بخش علوم فیبر و طراحی پوشاک (به انگلیسی: department of Fiber Science & Apparel Design) ارائه می‌دهد. دانشگاه کرنل در رشتهٔ طراحی پوشاک دارای مقطع تحصیلی دکترا نیز می‌باشد.
می‌توان لیست به روز شدهٔ دانشگاه‌های آمریکایی که مقطع کارشناسی ارشد و دکترای رشتهٔ طراحی مد را ارائه می‌دهند در سایت ITAA.org یافت. برنامه‌های آموزشی طراحی پوشاک برای پاسخگویی به نیازهای دانشگاه‌ها، صنعت و پژوهش به عنوان یک علم کاربردی در نظر گرفته شده‌است که به منظور پاسخگویی به نیازهای بشر به پوشاک، پذیرای بخش‌های طراحی، فناوری، علوم فیزیک، علوم انسانی و علوم اجتماعی می‌باشد.

## زمینه‌های طراحی مد
| حوزه                    | خلاصه                                                     | بازار                                             |
| لباس روز زنانه          | کاربردی، راحت، مد روز                                     | دوخت سفارشی (اوت کوتور)، تولید ماشینی، تولید عمده |
| لباس شب زنانه           | پر زرق و برق و باشکوه، پیچیده، مخصوص مناسبت ها            | دوخت سفارشی، تولید ماشینی، تولید عمده             |
| لباس زیر زنانه          | مسحورکننده، راحت، قابل شستشو                              | دوخت سفارشی، تولید ماشینی، تولید عمده             |
| لباس روز مردانه         | غیررسمی، کاربردی، راحت                                    | دوختنی، تولید ماشینی، تولید عمده                  |
| لباس شب مردانه          | شیک، ظریف، رسمی، مخصوص مناسبت ها                          | دوختنی، تولید ماشینی، تولید عمده                  |
| پوشاک بچگانه            | مرسوم، مد روز یا درجه یک، قابل شستشو، کاربردی             | تولید ماشینی، تولید عمده                          |
| پوشاک دخترانه           | زیبا، رنگارنگ، قابل شستشو، کاربردی، ارزان                 | تولید ماشینی، تولید عمده                          |
| پوشاک دختران نوجوان     | زیبا، رنگارنگ، راحت، پر زرق و برق                         | تولید ماشینی، تولید عمده                          |
| لباس جین (لی)           | مردم پسند، فاقد جنسیت (هم زنانه هم مردانه)، راحت، کاربردی | تولید ماشینی، تولید عمده                          |
| لباس ورزشی              | راحت، کاربردی، قابل شستشو، دارای تهویهٔ مناسب              | تولید ماشینی، تولید عمده                          |
| لباس بافتنی             | با وزن و رنگ مناسب فصل                                    | تولید ماشینی، تولید عمده                          |
| لباس بیرون              | شیک، گرم، رنگ و وزن مناسب فصل                             | تولید ماشینی، تولید عمده                          |
| لباس عروس               | مجلل، پر زرق و برق، محسورکننده، کلاسیک                    | دوخت سفارشی، تولید ماشینی، تولید عمده             |
| لباس رسمی مردانه        | این نوع طراحی بیشتر درقالب کت و شلوار می‌باشد              | دوخت سفارشی، تولید ماشینی، تولید عمده             |
| زیورآلات و لوازم تزیینی | مد روز، چشم‌نواز                                           | دوخت سفارشی، تولید ماشینی، تولید عمده             |

## سیستم طبقه‌بندی
طراحان در یک سیستم سلسله مراتبی فرانسوی کار می‌کنند. مد به عنوان هدف، عملکرد سیستم حاکم و موقعیت توابع آن را در یک نظام اجتماعی تضمین می‌کند. مد به‌طور ایدئولوژیک بخشی از فرایندی است که داخل گروه‌های اجتماعی خصوصی شکل می‌گیرد، که در این مورد طراحان خبره مواضع قدرت و روابط سلطه و فرمانبرداری را ایجاد، حفظ و بازتولید می‌کنند. در کار گروهی برای طراحی مد هر کس با توجه به میزان تلاش و ابتکاری که نشان دهد رشد می‌کند و ترفیع می‌گیرد. امروزه نگاه و تصور اسطوره‌ای نسبت به طراح به عنوان یک نابغهٔ خلاق از موقعیت اجتماعی آن‌ها منفصل شده‌است چرا که خلاقیت و تولید مد حاصل کار اجتماعی است و نه استعداد ذاتی، گرچه ممکن است کسی بسیار خلاق و با استعداد باشد اما بدون همکاری و کسب مشروعیت از جانب سیستم مد و عبور از دروازه‌های آن نمی‌تواند به شهرت برسد؛ بنابراین سیستم طبقه‌بندی به عنوان یک اصل ضروری نه تنها در صنعت مد بلکه در تمامی صنایع فرهنگی نقش مهمی دارد. چرا که باعث می‌شود مؤلف کارهای خلاقانه قابل شناسایی باشد.

## صنعت مد جهان
امروزه مد یک صنعت جهانی است و در بسیاری از کشورهای بزرگ و پیشرفته جای پای خود را محکم کرده‌است. بعضی از کشورها مراکز تولید انبوه هستند، به ویژه اندونزی، مالزی، فیلیپین، چین، بنگلادش، کره جنوبی، اسپانیا، آلمان، برزیل و هند.
پنج کشور در کل دنیا شهرت و اعتبار بین‌المللی در مد کسب کرده‌اند: فرانسه، ایتالیا، انگلستان، ایالات متحده آمریکا و ژاپن. به تازگی ظهور طراحان بزرگی از ترکیه و اسپانیا نیز باعث مطرح شدن این دو کشور شده‌است. همچنین لبنان، پاکستان، هند و رومانی نیز به دلیل داشتن طراحان بسیار با استعداد خود تا حدودی شناخته شده هستند.

### طراحی مد آمریکا
اکثر خانه‌های مد آمریکایی در نیویورک قرار دارند، اگرچه تعداد قابل توجهی خانهٔ مد در لس آنجلس نیز وجود دارد که شامل درصد بالایی از پوشاک مد برتر، شیک و لوکس هستند که در واقع در داخل آمریکا تولید می‌شوند. همچنین در نقاط دیگری از آمریکا همچون میامی، شیکاگو، دالاس و به ویژه سانفرانسیسکو صنایع رو به رشدی وجود دارد.
سبک طراحی مد آمریکایی تحت سلطهٔ لباس‌های شهری، غیررسمی و معمولی است که منعکس‌کنندهٔ شیوهٔ زندگی ورزشی، آگاه به بهداشت و سلامت شهرنشینان آمریکایی است.
کلیر مک کاردل (به انگلیسی: Claire McCardell) یک طراح معروف آمریکایی بود که در تعیین گرایش مد متأثر از لباس‌های ورزشی روزانه در دههٔ چهل و پنجاه میلادی نقش به‌سزایی داشت و در دهه‌های اخیر بسیاری از طرح‌های او دوباره احیا شده‌اند.

### طراحی مد درلبنان
بیروت پایتخت مد در خاورمیانه است که طراحان بزرگ و جهانی مانند الی صعب، زهیر مراد، ریم آکرا، نیکولاس جبران، تونی ورد از آن ظهور کرده و لبنان را به بزرگ‌ترین تولیدکننده مد جهان عرب تبدیل کرده‌اند.

### طراحی مد انگلستان
لندن مدت بسیار مدیدی است که بزرگ‌ترین سرمایهٔ صنعت مد بریتانیاست و دارای طیف گسترده‌ای از طرح‌های خارجی است که با سبک‌های مدرن بریتانیایی ادغام شده‌اند. طراحی معمول انگلیسی بسیار شیک است اما در عین حال اخیراً ابتکار و نوآوری‌ها بسیار غیر متعارف شده‌اند و سبک سنتی تبدیل به ترکیبی با تکنیک‌های مدرن شده‌است. در صنعت مد و طراحی لباس بریتانیا، سبک‌های قدیمی و ماندگار که هنوز هم پرطرفدار هستند نقش بسیار پررنگی بازی می‌کنند. متخصصین مد انگلستان با تلفیق و تطبیق مدهای قدیمی و جدید باعث شده‌اند سبک بریتانیایی منحصر به فرد و دارای زیبایی بوهمیایی باشد به‌طوری‌که بسیاری از مراکز مد دیگر سعی در تقلید از سبک بریتانیایی دارند.
مد ایرلندی(طراحی و سبک) نیز به شدت از روند مد بریتانیا تأثیر گرفته‌است. مارک‌ها و طراحان معروف بریتانیا شامل بربری(به انگلیسی: Burberry)، الکساندر مک کوئین (به انگلیسی: Alexander McQueen)، مالبری (به انگلیسی: Mulberry)، استلا مک کارتنی(به انگلیسی: Stella McCartney) و ویوین وست وود(به انگلیسی: Vivienne Westwood) است.

### طراحی مد فرانسه
اکثر خانه‌های مد فرانسوی در پاریس واقع شده‌اند که پایتخت مد این کشور نیز می‌باشد. به‌طور سنتی مد فرانسوی شیک، مطابق مد روز، زیبا، باشکوه، دلفریب و همراه با زیورآلات شیک (به انگلیسی: Chic) شناخته می‌شود، اگرچه دیده‌بان جهانی زبان (به انگلیسی: Global Language Monitor) به مد فرانسوی رتبهٔ سوم را در رسانه‌ها اختصاص داده شده، این رتبه به این معناست که مد فرانسوی در سطح بین‌المللی بعد از میلان و نیویورک (دو کشور اول لیست) بیش از هر کشور دیگری تحسین‌برانگیز است.

### طراحی مد ایتالیا
میلان پایتخت اصلی مد ایتالیا است. بسیاری از طراحان مد سابق ایتالیا در رم هستند، با این حال میلان و فلورانس پایتخت‌های فعلی مد این کشور بوده و محل برگزاری نمایشگاه‌های مد و مجموعه‌های لباس هستند. سبک طراحی ایتالیایی نمایانگر ظرافت و شکوه لباس‌های عادی است که با پارچه‌های مجلل و ارزنده و دوخت با کیفیت درست شده‌اند.

### طراحی مد سوئیس
بسیاری از خانه‌های مد سوئیس در زوریخ واقع شده‌اند. نگاه و سبک طراحان سوئیسی در مد تا حد زیادی متأثر از باشگاه‌های رقص است، طراحی سوئیسی شامل لباس‌های معمولی اما ظریف، شیک و مجلل با دخالت محسوس هارمونی است.

### طراحی مد ژاپن
اغلب خانه‌های مد ژاپنی در توکیو هستند. لباس‌های سبک ژاپنی شل و گشاد و بدون ساختارند که ناشی از برش‌های پیچیده‌است. پارچه‌ها معمولاً به رنگ‌های تیره و سایه دار متمایل هستند و جنس الیاف لطیف بوده و دارای بافت طرح دار هستند.
یوجی یاماموتو (به انگلیسی: Yohji Yamamoto)، کنزو(به انگلیسی: Kenzo) و ایسی میاکی (به انگلیسی: Issey Miyake) از طراحان مطرح ژاپنی هستند، از دیگر مشاهیر مد ژاپنی می‌توان به ری کاواکوبو(به انگلیسی: Rei Kawakubo) اشاره کرد که طراح مارک کوم دی گاروسن (به فرانسوی: Comme des Garçons) است و همچنین مبتکر روش جدیدی در برش پارچه که با روش نوآورانه‌ای که مادلین ویونه (به فرانسوی: Madeleine Vionnet) در سال ۱۹۳۰ میلادی ابداع کرد قابل مقایسه است.

### طراحی مد شوروی
مد در اتحاد جماهیر شوروی سوسیالیستی تا حد زیادی دنباله رو گرایش‌های مد در دنیای غرب بود. با این حال، این گرایش‌ها همواره توسط ایدئولوژی دولت سوسیالیستی تعدیل شده و متأثر از آن بود. علاوه بر این کمبود کالاهای مصرفی(به انگلیسی: Consumer goods) بدان معنی بود که عموم مردم به مدهای از پیش آماده شده به راحتی دسترسی نداشتند.

#### سیاست اقتصادی جدید (دههٔ ۱۹۲۰)
سیاست اقتصادی جدید این دوره جوازی بود برای تجارت خصوصی و باعث شد مدهای غربی به اتحاد جماهیر شوروی راه پیدا کنند. با این حال، ایدئولوژی بلشویکی مصرف مد غربی را به عنوان یک عمل فی نفسه سرمایه‌داری، نامشروع می‌پنداشت و با آن مخالف بود زیرا سیستم مد غربی بر وضعیت اقتصادی مردم و تفاوت‌های جنسیتی تأکید داشت.
در اوایل دههٔ ۱۹۲۰ مجله‌های نزدیک به دولت، نظیر مجلهٔ زنان کارگر و مجلهٔ زنان دهقان گفتمان جدیدی در زمینهٔ مد پوشاک مطرح کردند، عکس روی جلد این مجلات زنانی بودند که لباس کار ساده به تن داشتند، اگرچه در صفحات همین مجلات اغلب آگهی‌هایی برای شرکت‌های خصوصی که لباس‌های تجملی و شیک می‌فروختند مشاهده می‌شد. با این حال در سال ۱۹۲۷ پیام این مجلات همچنان مطابق گذشته این بود که زنان باید برای توانایی خود در کار مورد قضاوت قرار بگیرند و نه برای ظاهرشان. مد به عنوان حامی زیبایی، یک پدیدهٔ بورژوازی، مخل و مضر برای جامعهٔ سوسیالیستی محسوب می‌شد.
در همین حال دولت حکم اجرای پروژه‌هایی را داد تا توسط آن سبک جدیدی برای پوشش مردم در شوروی سوسیالیستی پیاده شود. طی این طرح، لباس‌های سنتی، فرم‌های جنبش کنستراکتیویسم و تأسیسات فناوری گرایانه جلب شدند. کنستراکتیویست‌هایی همچون واروارا استپانووا (به انگلیسی: Varvara Stepanova) و الکساندر رادچنکو (به انگلیسی: Alelsandr Rodchenko) توافق داشتند که مدهایی که توسط بازار هدایت می‌شوند ذاتاً مضرند. آن‌ها با تکیه بر هندسهٔ ساده‌ای از کوبیسم به دنبال طراحی لباس‌هایی بودند که کاربردی، به راحتی به میزان انبوه قابل تولید و حتی گاهی هم زنانه و هم مردانه (به انگلیسی: Unisex) باشند.
اما این شیوه برای تولید لباس با توجه به عدم وجود مواد و ماشین آلات مناسب نتوانست مطالبات مخاطبان پرولتاریایی که این طرح برایشان در نظر گرفته شده بود را رفع کند. طرح‌ها تنها برای بخش مرفه طبقهٔ روشنفکر قابل استفاده بودند که آن‌ها هم در نهایت مدهای غربی را به مدهای به شدت آزمایشی داخلی ترجیح می‌دادند.

#### دورهٔ استالین
در دوران استالین احساسات ضد مد از بین رفت. مجلاتی که در گذشته توسط حزب کمونیست اتحاد شوروی تحریم شده بودند، زیبایی و مد را به عنوان بخشی ضروری از زندگی زنان شوروی ترویج می‌کردند. «مجله زنان رابوتنیتسا» (به انگلیسی: Rabotnitsa) وضعیت مد و خانه‌های مد تازه افتتاح شده در سراسر شوروی را تقریباً به‌طور منظم در هر شمارهٔ خود گزارش می‌کرد.«مجله کرستیانکا» (به انگلیسی: Krest’yanka) نیز برای نمایش‌های لباس و مدهای جدید شماره‌های خود را حتی به حومه شهرها و روستاها می‌فرستاد. ترویج زیبایی‌شناسی به شدت ارتقا یافته بود و تنوع آن حتی شهرهای لهستان را دربر گرفته بود.
این بهره‌مندی و علاقهٔ جدید در مد به ژوزف استالین منتسب شد که مدعی بود «زندگی بهتر و شادتر شده‌است». اما تصاویر زنان ساده و دهقانان ماهر به عنوان اثر سوسیالیسم در به وجود آمدن فقر در ذهن‌ها ماندگار شده بود. با این حال هنوز لباس‌های زیبا و مد به مثابه نشانه‌ای از فرهنگ و کیفیت زندگی برتر تحت لوای سرمایه‌داری برداشت می‌شد. در پنج سال دوم دهه ۳۰ میلادی جنبش استاخانویت (به انگلیسی: Stakhanovite)از نخستین نمونه‌هایی بود که کارگرهای موفق را با استانداردهای ظاهری بالایی برای کار نشان می‌داد. آن‌ها اغلب سوژهٔ عکاسی از لباس کار زیبا هنگام کار در کارخانه می‌شدند.
اما در واقعیت، مد تبلیغ شده توسط دولت مورد پسند اکثر شهروندان نبود، معنای این نارضایتی این بود که صنعت شوروی قادر به تولید لباس‌های شیک در مقادیر قابل توجه نبود و پوشاک تولید شده در دسترس عموم مردم قرار نداشت. در طول جنگ جهانی دوم رشد صنعت مد اتحاد جماهیر شوروی با وقفه مواجه شد. اگر یک شهروند متوسط اتحاد جماهیر شوروی یک لباس شیک می‌خواست معمولاً مجبور به پرداخت هزینهٔ گزافی به یک خیاط خصوصی می‌شد. مد روز به روز (به انگلیسی: Day-to-day fashion) غالباً تبدیل به تولید شخصی شده بود؛ مجلات نیز همواره به زنان توصیه می‌کردند که تحت روش‌های خودت انجام بده خودشان نیازهای پوششان را برطرف کنند.

#### دورهٔ خروشچف
خروشچف (به انگلیسی: Khrushchev) بازار داغ مدهای غربی را به رسانه‌های داخلی برد. روزنامه‌نگاران برای تهیه گزارش از آخرین اخبار بین‌المللی گرایش‌ها و روند مد به خارج از کشور فرستاده می‌شدند. با این حال صاحبان مؤسسات مد دولتی و مجلات این گرایش‌ها را به صورت تعدیل شده و آنطور که باب میل دولت بود به مخاطبان شوروی ارائه می‌کردند. مدهای زودگذر به نفع سبک‌های کلاسیکی که مدت‌های طولانی اجرا شده بودند رد می‌شدند. به علاوه بر اعتدال و عفت تأکید می‌شد. برای مثال طرح‌های سبک کوکو شانل به عنوان نماد مد ساده، ماندگار و کمال گرا به‌طور ویژه‌ای مورد تحسین قرار گرفت. مقاله‌ای در نیویورک تایمز در سال ۱۹۵۹ مدهای اتحاد جماهیر شوروی را «تقلید ناشیانه از مدهای منسوخ شدهٔ غربی» نامید. با این حال رشد این سبک‌ها و قرار گرفتنشان در دسترس عموم در حال افزایش بود، فروشگاه‌هایی مانند «جی یو ام»(GUM) که به تازگی بازگشایی شده بودند مدهای جدید را ارائه می‌کردند اما با قیمت‌های بالا می‌فروختند.
رویکرد جدید دولت نسبت به مد به دقت محاسبه می‌شد. ترویج مدهایی با قیمت‌های سرسام‌آور و گزاف که در دوران استالین رخ داده بود در تضاد با در دسترس بودن واقعی منجر به خشم عمومی شده بود. در زمان خروشچف صنعت دولتی پوشاک هنوز هم قادر به تولید انبوه لباس‌های شیک نبود. به هر حال مدهای ساده شده، مردود سازی مازاد و قیمت‌های بالا به این صنعت اجازه داد که تا اندازه‌ای بر تقاضای مصرف‌کنندگان نظارت داشته باشد. اوایل دهه ۱۹۶۰ استانداردهای طبقه متوسط برای مد همچون «مد خیابان مسکو» چنان افزایش یافت که تقریباً از مد شهرهای غربی غیرقابل تشخیص بود. در همان زمان جنبش‌های مد پادفرهنگ (به انگلیسی: counterculture) مثل هیپی‌ها در گروه‌های بسیاری از نخبگان جوان شکل گرفت. «استیلیاگی»(به انگلیسی: Stilyagi) یا «شکارچیان سبک» که لقبی موهن بود برای جوانانی که بیش از حد پیرو مد بودند، در اصل بر تصاویری که آن‌ها از رسانه‌ها و مدهای غربی (به ویژه آمریکایی) داشتند استوار بود. مردها اقلامی مانند تی شرت‌های هاوایی (دارای طرح‌ها و رنگ‌های شاد)، عینک‌های آفتابی و شلوارهای تنگ و کفش‌های نوک تیز می‌پوشیدند و زنان علاقه‌مند به استیلیاگی دامنهای کوتاه(مینی ژوب) و لباس‌هایی که تا حدودی ظاهری کودکانه داشتند می‌پوشیدند. این مدها برچسب افراطی را خوردند و گروهای جوانان اتحادیه کمونیست‌های کمسومول اتحاد جماهیر شوروی به مخفیگاه‌های استیلیاگی یورش می‌بردند و موهای زنان و پاچه‌های شلوارهایشان را می‌بریدند.

#### دورهٔ برژنف(۱۹۷۰−۱۹۸۰)
تا اواخر دههٔ شصت میلادی، مؤسسات مد جماهیر شوروی، مانند «ادارهٔ امور مد متمرکز» (ODMO)، به‌طور فزاینده‌ای از گرایش‌های جدید غربی استقبال می‌کردند، با این حال در آن زمان هنوز داشتن مد متمایز برای اتحاد جماهیر شوروی یک نیاز محسوب می‌شد. برای مثال «مد فضا» (به انگلیسی: Space fashion) چیزی بود که در آن زمان با ستایش پیروزی و پیشرفت علوم اتحاد جماهیر شوروی به‌طور مستقیم برازندهٔ ایدئولوژی دولت بود.
با این وجود واقعیت چیزی کاملاً متفاوت از طرح‌های مؤسساتی چون ODMO بود که آغوش به روی مد غربی گشوده بودند، صنعت شوروی توانایی حفظ و ادارهٔ تقاضاها برای کالاهای شیک و لوکس را نداشت و همچنین وضعیت تأمین و عرضه به مغازه‌ها و مراکز خرید در شوروی سابق بدتر از دیگر کشورهای سوسیالیستی بود. مردم نیز از اقلام موجود در بازار ناراضی بودند. برای مثال ترویج طرح‌هایی که نقش و نگارهای لباس‌های سنتی و محلی روسیه مثل "دونیاشا" "روباشکاً و "سرافان" را داشتند به هیچ وجه برای زنان شوروی خوشایند نبودند در حالی که همین سبک‌ها در نهایت در غرب به محبوبیتی بسیار بیشتر از خود اتحاد جماهیر شوروی دست یافتند.
مد غربی برای طبقهٔ متوسط به مثابه بت بود و مردم به‌طور فزاینده‌ای مسحورش شده و آن را می‌پرستیدند؛ زیرا این قبیل مدها را می‌دیدند اما برایشان دست یافتنی نبود. برای مثال شلوارهای جین آبی رنگ آمریکایی یکی از لباس‌های بسیار خاص و مورد پسند بود؛ از جهت دیگر فروشگاه‌های دست دوم فروشی که تنها در آن‌ها می‌شد لباس‌های غربی پیدا کرد، فقط از یک منبع تأمین می‌شدند و آن بازدیدکننده‌هایی بودند که از غرب می‌آمدند و کالاها را با سود بالا وارد می‌کردند، یکی از فروشگاه‌های زنجیره‌ای خرده فروشی به نام «بریوزکا» (به انگلیسی: Beryozka) نیز دست به فروش لباس‌های غربی زد اما تنها برخی از مردم مرفه که می‌توانستند مبادلات سنگین ارزی (به انگلیسی: Hard currency) انجام دهند و گواهی تبادل ارزی داشتند، توانایی خرید از آنجا را داشتند، زیرا تنها شکل پرداخت در این فروشگاه ارز یا چک پول‌های بانک وینیِسخترگ (به انگلیسی: Vneshtorgbank) بود، گواهینامهٔ مبادلات ارزی و لباس‌های غربی در بازار سیاه نیز پیدا می‌شدند.

#### دورهٔ گورباچف (دههٔ ۱۹۸۰)
در این دوره تحت پروستریکا (بازسازی اقتصادی)، تنوع در مد تبدیل به امری قابل قبول شد. در سال ۱۹۸۷ گورباچف اجازهٔ انتشار و توزیع نسخهٔ روسی مجله بوردا را صادر کرد. یک سال بعد مجلهٔ ژورنال مد (به انگلیسی: Zhurnal Mod) اجرای جدیدی را به عنوان اولین مجلهٔ مد «شایسته» در اتحاد جماهیر شوروی شروع کرد. اگرچه تمام سبک‌های مد را ادارهٔ امور مد متمرکز ارائه می‌کرد.
زمانی که کنفرانس حزب نوزدهم در تابستان ۱۹۸۹ برگزار شد، به منظور افزایش تولید کالاهای مصرفی مصوبه‌ای مورد توافق قرار گرفت که لباس‌های شیک نیز به‌طور خاص در آن ذکر شده بود، با وجود اینکه طرفداران مد در بالاترین سطح از بوروکراسی قرار داشتند اما تغییرات واقعی در تولید به مرحلهٔ اجرا نرسید. وزارت صنایع نور برای ساخت محصولات جدید سهمیه تعیین می‌کرد اما کارخانه‌های نساجی به جای تولید محصولات الگوهای قدیمی را بازیافت می‌کردند. ضمن اینکه آرامش از سانسور تحت گِلاسنوست باعث شد مردم طبقهٔ متوسط بیش از پیش نسبت به همتایان غربی خود حساس شوند. آن‌ها احساس می‌کردند مستحق پوشیدن لباس‌های شیک به عنوان نمادی از منزلت هستند با این حال کماکان به‌دست آوردن آن چیزی نبود که به راحتی میسر شود.

### طراحی مد به سبک ایرانی

#### دورهٔ قاجار
مدگرایی و مد در ایران از زمان قاجار و با سفر ایرانیان به غرب آغاز شد. در آن زمان درباریان به دنبال توسعهٔ روابط دیپلماتیک با قدرت‌های اروپایی طی سفر به اروپا برای نخستین بار با پوشش‌های غربی آشنا شدند، همچنین دانشجویانی که برای ادامهٔ تحصیل به اروپا رفته بودند نیز زمینهٔ تغییر دیدگاه نسبت به سبک پوشش را فراهم آوردند.
پیش از دورهٔ قاجار اطلاع از لباس‌های اروپایی در میان زنان ایرانی محدود بود. عمدهٔ اروپاییان، دیپلمات‌ها، سربازان و تاجرانی که به اصفهان (پایتخت صفویان) سر می‌زدند مرد بودند، طبیعتاً آن‌ها جامه اروپایی بر تن داشتند اما زمانی که لازم بود لباس ایرانیان را می‌پذیرفتند. جامه زنان اروپایی از طریق تصاویر وارداتی از زیبایی‌های مد روز شناخته می‌شد. تصاویری که هم‌زمان توسط هنرمندان ایرانی که تخصصشان در نقاشی از چهره برای آلبوم مشتری‌هایشان بود، گرته‌برداری می‌شد.

##### زمان فتحعلی شاه
نقطهٔ شروع مدگرایی زمانی بود که بانوی ارشد فتحعلی شاه طی یک مهمانی دربار با «الیزابت مک نیل» همسر «جان مک نیل» آشنا شد. الیزابت مک نیل در آن مهمانی لباس ساتن سپید، تزئین شده با چین‌های توری و همچنین ردای قرمز ابریشمی بر تن داشت که در تضاد با لباس‌ها و جواهرات با شکوه و پر زرق و برق خانم‌های درباری بود. اما همین لباس ساده چشم بانوی اول دربار ایران را گرفت و نقطه شروعی شد بر تغییر لباس زنان دربار قاجار.
بعدها در سال ۱۸۵۰ میلادی، «لیدی شیل» با ملک جهان مادر ناصرالدین شاه دیدار کرد. او شرحی شگرف از لباس‌های دربار نوشت و در یادداشت‌هایش آورد که چقدر لباس‌های ساده اروپایی وی خانم‌های قجری را هم‌زمان مجذوب و متحیر کرده بود.

##### زمان ناصرالدین شاه
در زمان سلطنت ناصرالدین شاه و به واسطهٔ نفوذ دخترش تاج السلطنه که تحصیل کردهٔ اروپا بود و از آزادی زنان ایران پشتیبانی می‌کرد باعث ورود مد روز در سبک اروپایی به ایران شد. تا جایی که وی برای نامزدی و عروسی اش لباسی ساخته از ابریشم صورتی با ساتن سفید پوشید که با تور سر به سبک عروس‌های اروپایی کامل می‌شد؛ دیگر زنان درباری نیز لباس‌هایی به سبک دههٔ ۱۸۷۰ میلادی می‌پوشیدند که خط یقه‌شان دکولته (یقه باز) بود.
اندازهٔ دامنهای سنتی متفاوت بود، اما طبق مد دههٔ ۱۸۶۰ میلادی در ایران، دامن‌ها کوتاه و جنس شان ضخیم شده بود و «شلیته» نامیده می‌شدند، تا اینکه ناصرالدین شاه در جریان سفر به پاریس و دیدن رقصندگان باله مدل دامن آن‌ها را به زنان دربار معرفی کرد. لباس زنان دربار، اوایل ترکیبی از نیم تنه (ژاکت)های تنگ با آستین‌های بلند بود با شلواری که به شکل زنگوله تا زانوها می‌رسید، همهٔ لباس‌ها از پارچه زربفت ابریشمی و مخمل ساخته شده بودند. یک شال معمولاً صورت را در بر می‌گرفت و زیر چانه گره زده می‌شد. بسته به وضعیت پوشنده لباس مقدار زیادی از جواهرات نیز آویخته می‌شد.
تغییرات در لباس‌های سنتی به صورت تدریجی از اواسط قرن نوزدهم شکل گرفت و شامل شلوارهای کوتاه‌تر، و دامن‌هایی در اندازه و ضخامت‌های مختلف بود که روی شلوارهای تنگ یا جوراب‌های نازک پوشیده می‌شد. معرفی جامه اروپایی به زنان دربار تدریجی بود و از اواخر قرن نوزدهم شروع شد که شامل انطباق با سبک سنتی است. برای نمونه کت‌ها با دکمه بسته شدند و خط یقه V شکل داشتند. لباس‌های بلند با کمر تنگ و دامنهای ضخیم که زیر کت پوشیده می‌شد. شنل‌ها روی کت پوشیده می‌شد و برخی مواقع رداهای طرح اروپایی به جای چادر در لباس‌های بیرون از خانه استفاده می‌شد.
تاثیرگذارترین پیش قراولان مد در میان زنان دربار قجر به‌طور مستقیم دارای خویشاوندی با شاه بودند، بنابراین در بالاترین جایگاه اجتماعی بودند و واکنش به این تغییرات تا حد زیادی بسته به رویکرد شوهران آن‌ها بود که آن هم نسبت به تحصیلات زنان و آداب اروپایی متفاوت بود. مردان محافظه‌کار دگرگونی در لباس‌ها را می‌توانستند بپذیرند اما به اصرار به زنان برای ماندن در خانه و دنبال نکردن حرفه ادامه می‌دادند. تاج‌السلطنه که از امتیاز ثروت و نفوذ برخوردار بود، بی‌وقفه با شوهرش مخالفت می‌کرد، آن چنان‌که لباس اروپایی را به عنوان نشانه رهایی بر تن می‌کرد و برای آزادی زنان ایرانی فعالیت می‌کرد.
در آن زمان لباس‌ها توسط خیاط‌ها و سازندگان لباس حرفه‌ای دوخته می‌شد، توسط ندیمان ماهر و همچنین خانم‌هایی از اندرونی. خیاط‌ها در مغازه خودشان در بازار و همچنین برای امور خصوصی کار می‌کردند. خیاط‌های مخصوص متدهای اروپایی در برش و دوخت لباس‌ها را استادانه تعلیم دیده بودند تا مقامات مرد در دربار آن‌ها را بپوشند. زنان دربار نیز به خدمات دوزندگان اختصاصی لباس که به کاخ سر می‌زدند اعتماد داشتند. دختران در حرمسرا هنر گلدوزی برای تزئین لباس و منسوجات خانگی را آموزش می‌دیدند و استاندارد کارهایشان بالا بود. افزون بر آن قلاب دوزان حرفه‌ای هم بودند که روی طلا و ابریشم کار می‌کردند. با توجه به دسترسی شان برای تأمین پارچه و طراحی و میزان آموزش شان، دوزندگان قادر بودند ذائقه زنان دربار را با سبک‌ها و تزئین‌های جدید تحت تأثیر قرار دهند.

#### دورهٔ پهلوی

##### زمان رضا شاه
با آغاز دورهٔ پهلوی الگوسازی از مظاهر پیشرفت به اوج خود رسید، پس از ورود ملکه ثریا (ملکه افغانستان) بدون حجاب به ایران و سفر رضا شاه به ترکیه و دیدار با آتاتورک و دیدن زنانی که بی‌حجاب بودند و مانند مردان کار می‌کردند و دیگر مظاهر غرب، تصمیم به ایجاد یک مدرنیزاسیون اجباری گرفت؛ گرچه جرقه‌های کشف حجاب در همان اواخر دورهٔ قاجار خورده بود اما این رضا شاه بود که دستور به کشف حجاب زنان داد، وی همچنین دستور داد مردان به جای لباس‌های سنتی لباس متحدالشکل بر تن کنند که شامل کت و شلوارهای غربی بود، همچنین مردان به جای کلاه شاپو، دستار و عمامه باید کلاه پهلوی بر سر می‌کردند، زنان نیز به جای روبنده، پیچه، چادر و روسری می‌توانستند از کلاه فرنگی استفاده کنند اما داشتن حجاب ممنوع بود.
یکی از کسانی که در تغییر سبک پوشش زنان تأثیر بسزایی داشت و از حامیان کشف حجاب بود، وزیر قدرت مند دربار، عبدالحسین تیمور تاش بود که در جلسه کابینه در سال ۱۳۱۲ واردات کلاه‌های زنانه از خارج از کشور را قانونی کرد.
پس از ۱۷ دی ۱۳۱۴ ه‍.ش (۱۹۳۵) تبعیت از لباس‌های مد روز پیگیری شده و خانم‌ها پوشاک خود را از روی مجله‌های مزون‌های اروپایی که به‌صورت فصلی یا سالیانه بود، تهیه می‌کردند و از تغییرات رنگ و فرم لباس با خبر شده و از آنان پیروی می‌کردند.

##### زمان محمد رضا شاه
در زمان سلطنت محمدرضا شاه از سال ۱۳۲۰ تا ۱۳۵۷ ه‍.ش به دلیل افزایش ارتباطات با کشورهای غربی و آمریکایی سیر تحول لباس و همگون شدن آن با البسه خارجی بیشتر شد.
مد لباس در دههٔ ۲۰ شمسی شامل لباس‌های جلو بسته و جلو باز با یقهٔ انگلیسی بزرگ و سرشانه‌های پهن و کمرهای تنگ و چسبان بود، دامنهای گشاد و پیلی دار که قدشان تا زانو بود، اما در اواخر این دهه قد دامن‌ها دوباره بلند شد.
در دههٔ ۳۰ تنوع سبک‌های لباس بالا رفت و در دههٔ بعدی دامنهای چین دار و پلیسه، کت و شلوارهای پاچه گشاد، دوپیس و… از سبک‌های طراحی لباس مرسوم بودند، جنس غالب پارچه‌هایی که در طراحی مد آن زمان به کار می‌رفت ژرسه و تریکوبود، و طرح‌ها چهار خانه، راه راه و جناقی بودند.
در دهه ۵۰ جوراب‌های خط دار به بازار عرضه شدند و سبک طراحی فرانسوی که شامل دامنهای ماکسی، میدی و مینی بود، همچنین انواع کت و دامن دوپیس و جلیقه وارد ایران شدند، همچنین در این دهه فرح پهلوی البسه آراسته یه سوزن دوزی را در دربار باب کرده بود، از مشاهیر سوزن دوزی آن زمان می‌توان به مهتاب نوروزی اشاره کرد.
در آن دوره شهرهای بزرگ به‌دلیل خصوصیات اجتماعی و اقتصادی و ارتباطات فرهنگی همیشه محل صدور مد و لباس به شهرهای کوچک و حتی روستاها بودند. دو نیروی مؤثر در گسترش مد و مدگرایی، زنان و جوانان بودند؛ در دهه ۵۰ این دو نیروی مؤثر با تمام قوا به دنبال مد بودند، مد و لباس ایرانی در دهه ۵۰ تحت تأثیر دهه ۷۰ میلادی غرب، دچار یک تحول بزرگ شد. در دهه ۵۰، مجلات و ژورنال‌های غربی سهم عمده‌ای در مدگرایی جامعه به عهده داشتند، جریان رسمی نشریات وابسته به رژیم پهلوی مثل «زن روز»، «اطلاعات جوانان» و… این موج را تقویت می‌کردند، از سوی دیگر گروه‌های پانک، هیپی‌ها، آرایش موی مخصوص بیتل‌ها، جوانان شهرنشین ایرانی را تحت تأثیر قرار داده بود.

##### اولین طراح مد ایرانی
زینت جهانشاه دختر یکی از سرهنگ‌های وزارت جنگ آن دوره در آموزشگاه بین‌المللی «لته فراین» آلمان تحصیل کرد و پس از ازدواج با یکی از افسران نظام به سوئیس رفت و در آنجا حدود یکسال هنر خیاطی و روش برش روی مانکن را فرا گرفت، سپس به پاریس که یکی از مراکز اصلی صدور مد دنیا بوده و هست رفت و در آنجا در خیاطی تخصص پیدا کرد و همچنین تحت تعلیم «پیر بالمن» یکی از طراحان معروف آن زمان رموز خیاطی مدرن و بوتیک داری را یادگرفت.
زینت جهانشاه در سال ۱۳۲۱ به همراه همسرش که یکی از افسران نظام بود به ایران بازگشت. او در بدو ورود به ایران، اقدام به افتتاح یک لباس فروشی و خیاط خانه در خیابان امیریه شهر تهران کرد و در مدت سه ماه موفق شد نود دست لباس زنانه برای هنگام صبح، عصر و شب، تولید کند و با پوشاندن به تن مانکن‌ها و دخترها، آن‌ها را در معرض مشاهده پانزده تن از زنان از فرنگ برگشته قرار دهد که با مد روز اروپا آشنا بودند.
مد لباس جهان شاه، آمیزه‌ای از مدهای غربی و دید شخصی‌اش بود او برای تمام لباس‌های ایرانی، از روی فصول یا گل‌ها نام انتخاب کرده بود. جنس لباس‌ها اغلب از مخمل و لمه بود. مدل پالتوها و آستین‌ها آزاد و یقه‌ها بسته بودند، کت‌ها و دامن‌ها نیز مناسب با اعتقادات دینی زنان ایرانی طراحی شده بود و پیراهن‌های شب به سبک دکولته طراحی شده بودند و روی آن‌ها منجوق و پولک دوزی شده بود، به جلوی این لباس‌ها قسمتی اضافه می‌شد که به تن بایستند. کفش‌ها هم نوک گرد و بی پاشنه و باریک طراحی شده بود. در میان مدل‌های لباس، از پالتوی پوست و کلاه به علت گرانی پوست و عدم امکان فروش خبری نبود. از سوی دیگر جهان شاه کلاه‌دوز خوبی هم سراغ نداشت تا طرح‌هایش را به او سفارش دهد. در عوض کیف‌های مدل «موت» که هر دو دست در داخل آن قرار می‌گرفت به نمایش گذاشته شده بود. رنگ‌هایی که در مدل‌ها استفاده شده بود بیشتر سیاه و قهوه‌ای بود.
البته جهان شاه در نمایش مدل‌های خود به بازدیدکنندگان با مشکلاتی هم روبرو بود از جمله روش راه رفتن و ایستادن مانکن‌ها و سادگی و بی‌آرایشی گیسوانشان، به ویژه در مورد آخر، آرایشگاه‌های خاصی برای این کار در ایران وجود نداشت. با این حال زنانی که وصف نمایش خیره‌کننده جهانشاه را شنیده بودند استقبال زیادی از جادوی مد او کردند و کار او رونق فراوانی گرفت.
این زن پس از ده سال از افتتاح مغازهٔ لباس فروشی و خیاط خانه خود به فکر استفاده از مدل لباس‌های قدیمی در کار خود افتاد و با الهام از موزه مردم‌شناسی مانتویی را طراحی کرد که شبیه ردای مردان قدیمی بود و آستین‌های گشادی داشت که با استقبال فراوانی روبرو شد.
او تا سال ۱۳۷۴ خورشیدی به کار خیاطی و مدسازی ادامه داد، وی شروع‌کننده راهی شد که ابتدا توسط فرزندش و سپس دیگران ادامه یافت.

#### پس از انقلاب ۱۳۵۷

##### دهه ۶۰
بعد از انقلاب ۱۳۵۷ و کاهش فراگیری مد و فرهنگ غربی در سطح جامعه و حتی در شهرهای بزرگ، فرهنگ پوشش ایرانیان نیز دچار تحول شد. میل به ساده‌زیستی، دوری از مد و جنگ ایران و عراق، باعث شدند مد در دهه ۶۰ شمسی به حاشیه برود، لباس زنان در این سال‌ها به مانتو و چادر و لباس مردان به شلوارهای پارچه‌ای گشاد و پیراهن‌های ساده تغییر یافت. لباس رسمی و اداری در این سال‌ها هم کت و شلوار بدون کراوات بود. دهه ۶۰، کراوات به‌عنوان نمادی از فرهنگ غربی به حاشیه رفت و به قشرها خاصی از جامعه منحصر شد.

##### دهه ۷۰
با پایان جنگ و از میان رفتن الزامات خاص اقتصادی و سیاسی آن و آغاز دوره تأثیر همه‌جانبه رسانه‌هایی چون ویدئو و ماهواره، دوباره موج مدگرایی در جامعه آغاز شد. کاهش سختگیری‌ها و افزایش واردات البسه خارجی هم در تشدید این فضا مؤثر بود. دهه ۷۰ کم‌کم شلوارهای پارچه‌ای جای خود را به جین‌های تنگ داد و پیراهن‌های معمولی مردانه به تی‌شرت تبدیل شد. مدل‌های مختلف روسری و مانتو و تنوع در این حوزه، اتفاق مهم لباس زنانه ایرانی در دهه ۷۰ بود. برای مثال می‌توان به مدل مانتوی خفاشی اشاره کرد.

##### دهه ۸۰
سرعت تحول مد در دهه ۸۰ به علت ظهور اینترنت در خانه‌های مردم بسیار بالا بود، به‌طوری‌که شاید هر سال یک مد در جامعه می‌آمد و برچسب «دمده» یا «از مد افتاده» به لباس‌های نه‌چندان کهنه داخل کمدها می‌خورد. مانتو فروشی‌ها آنقدر زیاد و متنوع بودند که قیمت آن کمتر با افزایش روبه‌رو می‌شد و جزو متنوع‌ترین و ارزان‌ترین تن‌پوش‌های دهه ۸۰ بودند.

##### دهه ۹۰
در دهه ۹۰ فضای حوزه مُد و لباس تا حد زیادی بازتر از قبل شد. کارگروه ساماندهی مد و لباس در سال ۱۳۹۱ کار خود را آغاز و جشنواره مد و لباس فجر از سال ۱۳۹۳ کار خود را آغاز کرد. از سوی دیگر به چند مؤسسه برای ارائه آموزش‌های مدلینگ و برگزاری نمایش زنده لباس مجوزهایی اعطا شد در سال ۱۳۹۲ مؤسسه بهپوشی با مدیریت شریف رضوی در اختتامیه جشنواره مد و لباس فجر اولین نمایش زنده پس از انقلاب با حضور آقایان و بانوان را برگزار کرد پس از این رویداد هفته مُد تهران با مجوز کارگروه ساماندهی مد و لباس و اجرای مؤسسه بهپوشی برگزار گردید. در سال ۱۳۹۴ به‌طور ناگهانی و با دستور حمید قبادی دانا (دبیر کارگروه ساماندهی مد و لباس کشور) مجوز این موسسات لغو گردید. هفته مُد و تکنولوژی تهران در شهریور ۱۴۰۰ بر اساس یک نظرسنجی از دست‌اندرکاران و خبرگان حوزه مد ایران لیستی از ۱۰۰ طراح لباس پیشرو ایرانی(بهترین طراحان لباس ایران) منتشر کرد

## قوانین و مقررات طراحی مد
یک طراح لباس از ترکیب خطوط، تناسب، رنگ و بافت، شکل مناسب جامه را تصور می‌کند، اگرچه داشتن مهارت‌هایی مثل خیاطی و الگو کاری برای یک طراح لباس می‌توانند سودمند باشند اما به عنوان پیش شرط برای تبدیل شدن به یک طراح لباس موفق در نظر گرفته نمی‌شوند. بسیاری از طراحان مد به‌طور رسمی آموزش دیده‌اند یا دورهٔ کارآموزی گذرانده‌اند.
یک طراح فنی با گروه طراحی و کارخانه‌های خارج از کشور کار می‌کند، وظیفهٔ طراح فنی اطمینان از ساخت و تولید صحیح پوشاک، انتخاب مواد اولیه و پارچه‌های مناسب و تناسب و اندازهٔ درست لباس هاست. طراح فنی نمونهٔ اولیهٔ پوشاک را بر روی تن یک مدل با تناسب کامل امتحان می‌کند و تصمیم می‌گیرد که کدام یک از تناسب‌ها و ساختارها را پیش از تولید انبوه نمونه‌های اولیه باید تغییر دهد.
یک طراح الگو یا الگو بُر طرح اولیه اشکال، اندازه‌ها و تکه‌های لباس را مسوده می‌کند، این پیش‌نویس‌ها ممکن است به صورت دستی با کمک ابزار اندازه‌گیری، روی کاغذ باشد یا با استفاده از نرم‌افزار کامپیوتری CAD انجام شود. روش دیگری که برای درآوردن طرح و اندازهٔ لباس‌ها انجام می‌شود آویزان کردن پارچه‌ها به‌طور مستقیم روی فرم لباس است. حاصل کار طراح الگو این است که می‌توان از اندازه‌ها و قطعات الگوی طراحی شده برای تولید لباس مورد نظر استفاده کرد. معمولاً برای کار کردن به عنوان طراح الگو آموزش رسمی امری الزامی است.
یک خیاط سفارش لباس‌های طراحی شده را می‌گیرد و بنا به اندازهٔ مشتری آن‌ها را می‌دوزد. به خصوص لباس‌هایی چون کت و شلوار، کت و دامن و غیره. معمولاً یک خیاط باید دورهٔ کارآموزی یا آموزش رسمی دیگری را گذرانده باشد.
یک طراح پارچه بافت پارچه را طراحی می‌کند و آن را برای لباس و مبلمان چاپ می‌کند. اکثر طراحان پارچه به‌طور رسمی به عنوان کارآموز و در مدارس عالی آموزش دیده‌اند.
یک طراح سبک یا مشاور مد لباس‌ها، جواهرات و لوازم جانبی را با هم هماهنگ می‌کند تا در عکاسی مد یا در دفیله به معرض نمایش گذاشته شود. طراح سبک ممکن است برای هماهنگ‌کردن لباس با مشتری فردی نیز کار کند. بسیاری از طراحان سبک در زمینه‌های طراحی مد، تاریخچهٔ مد و لباس‌های تاریخی آموزش دیده‌اند و دارای سطح بالایی از تجربه و تخصص در زمینهٔ بازار مد جاری و روند بازار در آینده هستند. با این حال برخی از طراحان سبک به سادگی با داشتن یک حس زیبایی‌شناسی قوی بین لباس‌ها هارمونی برقرار می‌کنند و یک ظاهر عالی می‌آفرینند.
یک خریدار مد ترکیبی از لباس‌های موجود در مغازه‌های خرده فروشی، مغازه‌های بزرگ و فروشگاه‌های زنجیره‌ای را انتخاب کرده و می‌خرد. بسیاری از خریداران مد در مطالعات تجارت و بازرگانی و/یا مطالعات مد آموزش دیده‌اند.
یک دوزنده لباس‌های ماشینی یا لباس‌های تولیدی‌ها را با دست یا با چرخ خیاطی می‌دوزد. این نوع دوزنده‌ها اغلب به عنوان اپراتور چرخ خیاطی در تولیدی‌ها و کارگاه‌ها یا در فروشگاه‌های پوشاک کار می‌کنند و معمولاً مهارتی در طراحی و برش پوشاک یا درست کردن اندازه‌های لباس روی مدل را ندارند و تنها دوخت‌های سادهٔ لباس را انجام می‌دهند.
یک معلم طراحی مد مسئول آموزش هنر، صنایع دستی و مهارت‌های طراحی مد در مدارس عالی مد یا دانشگاه‌های هنر است.
یک فروشندهٔ لباس‌های سفارشی برای مناسبت‌های مختلف سفارش لباس‌های مجلسی و رسمی می‌گیرد و به مشتری‌هایش می‌فروشد.
یک خیاط لباس زنانه در زمینهٔ لباس‌های مخصوص زنان تخصص دارد، لباس‌های روز، نیمه رسمی و رسمی، لباس‌های کار، کت و شلوار، کت و دامن، لباس عروس، لباس ورزشی و لباس زیر زنانه.
یک تصویرگر برای تبلیغات بازرگانی رنگ و طرح لباس‌ها را ترسیم می‌کند.
یک گمانه زن مد رنگ‌ها، سبک‌ها و اشکال محبوب احتمالی در روند مد را پیش‌بینی می‌کند تا قبل از آماده شدن پوشاک برای فروش در فروشگاه‌ها آنچه را که باب طبع مردم قرار خواهد گرفت ارائه دهد.
یک مدل برای نمایش در نمایشگاه‌های مد، دفیله یا عکس‌های مجلات مد و تبلیغات تجاری لباس‌های طراحی شده را به تن می‌کند.
یک مدل شایسته با پوشیدن و اظهار نظر در مورد تناسب نمونهٔ اولیهٔ لباس طراحی شده به طراح مد در حین ساخت لباس و بعد از آن کمک می‌کند، مدل‌های شایسته برای انجام این مهم باید تناسب اندام ویژه‌ای داشته باشند.
یک روزنامه‌نگار مد در مورد مد پوشاک یا گرایش‌ها و روندها آن برای مجلات و روزنامه‌ها مقاله می‌نویسد.
یک متخصص دگرش مسئول تنظیم تناسب نهایی پوشاک است، به ویژه لباس‌های ماشینی، و گاهی مدل آن‌ها را دوباره تغییر می‌دهد. (تبصره: به رغم اینکه خیاط‌ها تغییرات و تنظیمات تناسب لباس‌ها را برای مشتری‌ها انجام می‌دهند همهٔ متخصص‌های دگرش خیاط نیستند)
یک مشاور تصویری در مورد سبک‌ها و رنگ‌هایی به چهره و رنگ پوست و مو و اندام مشتری‌ها می‌نشیند مشاوره می‌دهد.

## طراح لباس
او کسی است که با توجه به نوع فیلم و ویژگی‌های آن، لباس‌هایی را طراحی می‌کند و الگوی آن‌ها را در اختیار دوزندگان لباس قرار می‌دهد، تا این لباس‌ها را متناسب با ویژگی‌های فیزیکی هر یک از بازیگران تهیه کنند. هر یک از این عوامل که در این بخش از آن‌ها نام برده شد، دستیاران و همکارانی دارند که نام بردن از آن‌ها ضروری نیست.